# Hiến chương ASEAN
Hiến chương ASEAN là một dạng hiến pháp dùng cho Hiệp hội các quốc gia Đông Nam Á (ASEAN). Ý định của việc thảo ra hiến chương này được chính thức bàn đến ở Hội nghị Thượng đỉnh ASEAN lần thứ 11 diễn ra tại Kuala Lumpur, Malaysia Tháng 12 năm 2005. Mười lãnh đạo khối ASEAN đã được nhiệm vụ thảo hiến chương này.
Tại Hội nghị Thượng đỉnh ASEAN lần thứ 12 diễn ra tại Cebu, Philippines vào Tháng Giêng năm 2007, có vài kiến nghị căn bản được đưa ra. Một trong những kiến nghị đó là việc tháo gỡ chính sách không can thiệp lẫn nhau có từ khi ASEAN được thành lập vào năm 1967.
Hiến chương này được thông qua tại Hội nghị Thượng đỉnh ASEAN lần thứ 13 vào Tháng Mười một năm 2007.
 Lưu trữ ngày 25 tháng 3 năm 2008 tại Wayback Machine

## Sự phê chuẩn Hiến chương ASEAN
Để Hiến chương ASEAN đầu tiên có tính bắt buộc về pháp lý, thì tất cả mười thành viên của khối phải phê chuẩn Hiến chương này trước Hội nghị thượng đỉnh ASEAN diễn ra vào Tháng Mười hai 2008. Hiến chương này sẽ có hiệu lực bắt đầu từ ngày thứ 30 sau khi Văn kiện Phê chuẩn được đệ trình lên Tổng Thư ký, Tiến sĩ Surin Pitsuwan.
Đến nay, những nước sau đây đã phê chuẩn và đệ trình Văn kiện Phê chuẩn theo thứ tự thời gian:
| Quốc gia thành viên | Ngày Chính phủ phê chuẩn | Ngày đệ trình văn kiện | Được ký bởi  |
| ------------------- | ------------------------ | ---------------------- | ------------ |
| Singapore           | 18 tháng 12 năm 2007     | 7 tháng 1 năm 2008     | Thủ tướng    |
| Brunei              | 31 tháng 1, 2008         | 15 tháng 2, 2008       | Vua          |
| Malaysia            | 14 tháng 2, 2008         | 20 tháng 2, 2008       | Ngoại trưởng |
| Lào                 | 14 tháng 2, 2008         | 20 tháng 2, 2008       | Thủ tướng    |
| Campuchia           | 25 tháng 2, 2008         | 18 tháng 4, 2008       | Quốc hội     |
| Việt Nam            | 14 tháng 4, 2008         | 19 tháng 4, 2008       | Ngoại trưởng |
| Myanma              | 21 tháng 7, 2008         | 21 tháng 7, 2008       | Ngoại trưởng |
| Thái Lan            | 16 tháng 9, 2008         | 14 tháng 11, 2008      | Nghị viện    |
| Philippines         | 7 tháng 10, 2008         | 12 tháng 11, 2008      | Thượng viện  |
| Indonesia           | 21 tháng 10, 2008        | 13 tháng 11, 2008      | Hạ viện      |

## Nội dung tóm lược
- Nhấn mạnh tính trung tâm của ASEAN trong hợp tác khu vực.
- Tôn trọng các nguyên tắc toàn vẹn lãnh thổ, chủ quyền, không can thiệp vào bản sắc quốc gia của các thành viên ASEAN.
- Khuyến khích bản sắc và hoà bình khu vực, giải quyết hoà bình các tranh chấp thông qua đối thoại và tham vấn, và bác bỏ gây hấn.
- Ủng hộ luật pháp quốc tế với sự tôn trọng nhân quyền, công bằng xã hội và thương mại đa bên.
- Khuyến khích hội nhập thương mại vùng.
- Chỉ định một Tổng thư ký và các Đại diện thường trực của ASEAN.
- Thành lập một cơ quan nhân quyền và một cơ cấu về các tranh chấp chưa giải quyết, để được quyết định tại các Hội nghị Thượng đỉnh ASEAN.
- Phát triển quan hệ thân thiện bên ngoài và một lập trường với Liên hiệp quốc (như Liên minh châu Âu)
- Tăng cường số lượng các cuộc Hội nghị Thượng đỉnh ASEAN lên hai lần một năm và khả năng can thiệp vào các tình huống khẩn cấp.
- Lặp lại việc sử dụng cờ, bài ca, biểu tượng và ngày quốc gia ASEAN vào 8 tháng 8.

## Ban hành
Hiến chương có hiệu lực tháng 12 năm 2008, ba mươi ngày sau khi Thái Lan cung cấp văn kiện cuối cùng về việc phê chuẩn. Đại diện thường trực của Thái Lan tại Liên hiệp quốc, đại sứ Don Pramudwinai, đã đệ trình tài liệu với tổng thư ký ASEAN, Surin Pitsuwan, tại phái bộ của Thái ở New York ngày 14 tháng 11. Ông đã ra một tuyên bố nói, "Đây chắc chắn là một cơ hội để đón mừng cho 570 triệu người dân ASEAN. Điều này có nghĩa khi các lãnh đạo ASEAN tụ họp vào cuộc họp thượng đỉnh hàng năm của họ vào giữa tháng 12, Hiến chương ASEAN sẽ bắt đầu có hiệu lực." Ông đã đề cập tới việc hiến chương bắt đầu có hiệu lực sau Hội nghị Thượng đỉnh thứ 14 tại Chiang Mai, Thái Lan, từ 13 đến 18 tháng 12. Khi đưa ra tuyên bố này ông thêm rằng những hành động chào mừng không chỉ cho việc phê chuẩn toàn bộ hiến chương mà cả việc đưa vào có hiệu lực một cơ sở pháp luật mới cho ASEAN, "Nó sẽ là một tổ chức dựa trên quy định và hướng tới người dân với đặc trưng pháp lý của riêng nó."

## Đưa ra
Ngày 15 tháng 12 năm 2008, các thành viên ASEAN gặp mặt tại thủ đô Indonesia Jakarta để đưa ra bản hiến chương, được ký kết tháng 11 năm 2007, với mục tiêu tiến gần hơn tới một "cộng đồng kiểu EU". Hiến chương biến ASEAN trở thành một thực thể pháp lý với các mục tiêu tạo lập một khu vực tự do thương mại duy nhất cho khu vực gồm 500 triệu người. Tổng thống Indonesia Susilo Bambang Yudhoyono nói: "Đây là một sự phát triển quan trọng khi ASEAN đang củng cố, hội nhập và biến mình thành một cộng đồng. Nó đã được hoàn thành trong khi ASEAN tìm kiếm một vai trò lớn hơn trong các vấn đề châu Á và quốc tế ở thời điểm hệ thống quốc tế đang trải qua một thay đổi chấn động," ông thêm, đề cập tới sự thay đổi khí hậu và dịch chuyển kinh tế. Đông Nam Á không còn là một vùng bị chia rẽ, bị chiến tranh tàn phá như trong thập niên 1960 và 1970 nữa." Các mục tiêu của hiến chương gồm:
1. "Tôn trọng độc lập, chủ quyền và toàn vẹn lãnh thổ của các quốc gia thành viên"
2. "Giải quyết hoà bình các tranh chấp"
3. "Không can thiệp vào công việc nội bộ của các quốc gia thành viên"
4. "Quyền tồn tại không có sự can thiệp từ bên ngoài"[8]

Tuy nhiên, cuộc khủng hoảng tài chính toàn cầu đang diễn ra đã được coi là một mối đe doạ với các mục tiêu của bản hiến chương, và cũng tạo lập ý tưởng về một cơ quan nhân quyền để thảo luận tại một hội nghị thượng đỉnh tương lai vào tháng 2 năm 2009. Đề xuất này đã gây ra tranh cãi, bởi cơ quan này không có quyền áp đặt cấm vận hay trừng phạt với các nước vi phạm vào quyền của công dân nước mình và vì thế bị hạn chế về tính hiệu quả.